# Konjunktion (astronomi)

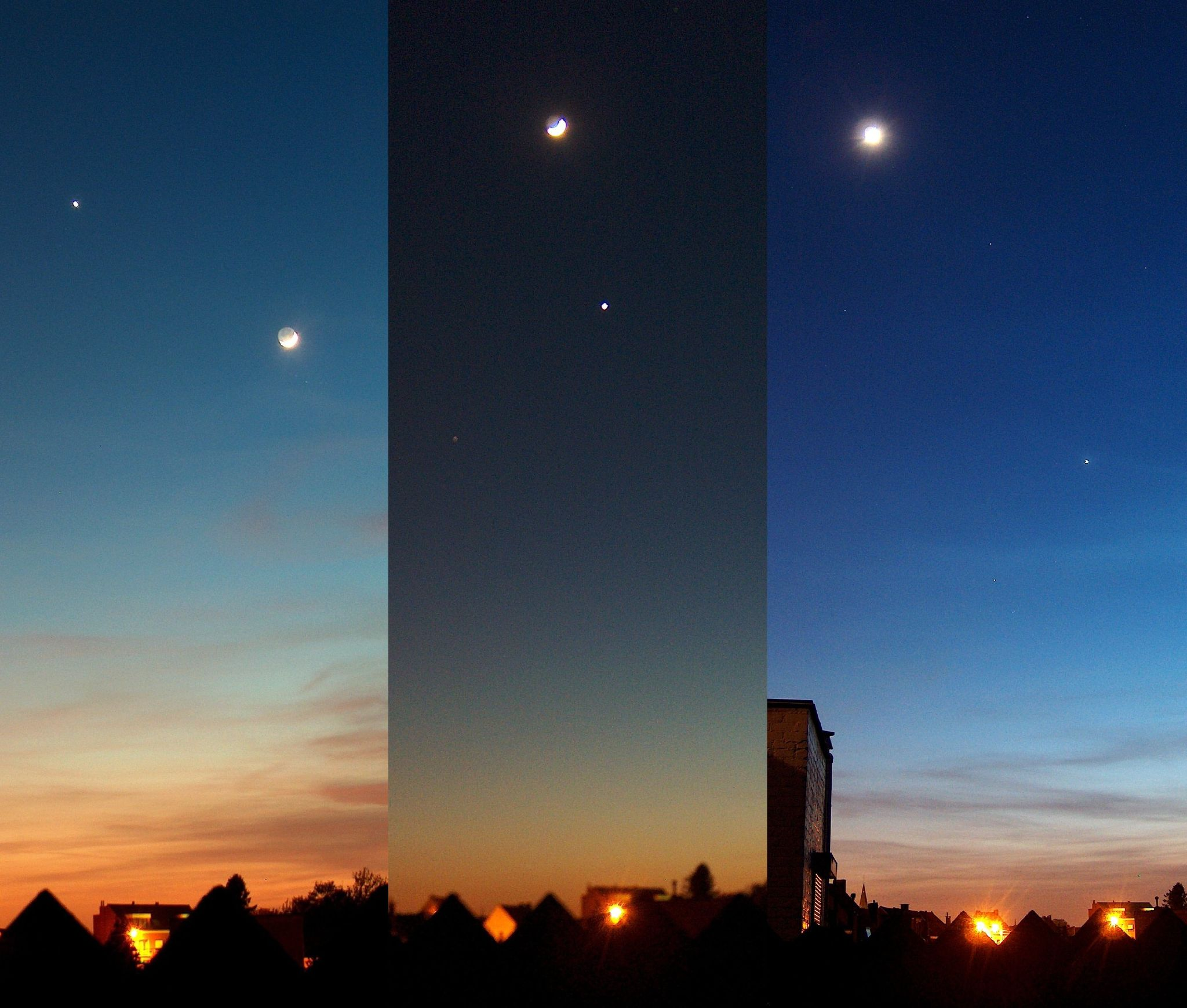
Tre dagar med konjunktion mellan Månen och Venus.

Konjunktion () kallas det när två himlakroppar syns nära varandra eller framför den ena på himlen, närmare bestämt när båda har samma rektascension.
De inre planeterna, Merkurius och Venus, kan befinna sig i undre eller i övre konjunktion med solen. I undre konjunktion befinner sig planeten mellan jorden och solen och i övre konjunktion befinner sig planeten bakom solen.
När de yttre planeterna, Mars, Jupiter, Saturnus, Uranus och Neptunus, befinner sig bakom solen är de i konjunktion. När de är motsatta solen är de i opposition.